# 북마리아나 제도 축구 국가대표팀
북마리아나 제도 축구 국가대표팀은 북마리아나 제도를 대표하는 축구 국가대표팀으로 북마리아나 제도 축구 협회에서 관리하고 있다. FIFA의 회원국은 아니지만 AFC의 정식 회원국이자 EAFF의 회원국이므로 AFC 및 EAFF 주관 대회에는 참가 가능하며 홈 구장으로는 올레아이 종합 운동장을 사용하고 있으며 북마리아나 제도의 공식 첫 국제 경기는 2007년 3월 25일 홈에서 열린 괌과의 친선 경기로 이 경기에서 2-3으로 석패했다.

## 개요
북마리아나 제도는 본래 오세아니아 축구 연맹 소속이었다가 2009년 아시아 축구 연맹 및 동아시아 축구 연맹에 편입되어 현재에 이르고 있으며 2020년 12월 10일 열린 AFC 총회에서 AFC의 47번째 정회원으로 승인을 받으면서 2027년 AFC 아시안컵 예선 플레이오프부터 정식 참가가 가능해진 것은 물론 추후에는 FIFA 회원국으로도 승인받을 가능성이 있다.

## 국제 대회 경력

### AFC 챌린지컵
AFC 준회원국 자격으로 2014년 AFC 챌린지컵 예선에 참가하여 팔레스타인, 방글라데시, 네팔과 함께 D조에 편성되었으나 첫 경기에서 네팔에 0-6으로 대패했고 팔레스타인과의 2차전에서도 0-9로 대패했으며 최종전에서도 방글라데시에 0-4의 참패를 당하면서 3전 전패·조 최하위로 예선을 마쳤다.

### EAFF E-1 풋볼 챔피언십
동아시아 축구 연맹 임시 회원국 자격으로 2008년 동아시아 축구 선수권 대회 예선에 처음으로 출전한 뒤 2015년 EAFF 동아시안컵 1라운드에서 마카오를 꺾고 아시아 축구 연맹 및 동아시아 축구 연맹 편입 이후 국제 대회 첫 승을 올렸다.

### 퍼시픽 게임
2023년 대회를 통해 처음으로 퍼시픽 게임에 출전하여 C조 조별리그 2전 전패·조 최하위로 순위 결정전으로 밀려난 뒤 순위 결정전 1차전에서 아메리칸사모아를 4-0이라는 북마리아나 제도 축구 역사상 공식 국제 대회 최다 점수차로 꺾고 첫 승을 올리면서 최종 10위로 첫 대회를 마무리했다.

## 기타 국제 대회 경력
현재까지 북마리아나 제도가 가장 좋은 성적을 거둔 대회로는 1998년 미크로네시아 경기 대회가 유일하며 당시 풀리그로 치러진 이 대회 예선에서 2위를 차지하며 결승에 진출했고 결승전에서 풀리그 예선 1위팀인 괌을 3-0으로 꺾고 사상 첫 국제 대회 우승을 차지했다.

## AFC 아시안컵 기록
- 1956년 ~ 2007년 - 비회원국
- 2011년 - 불참
- 2015년 - 예선 탈락
- 2019년 - 불참
- 2023년 - 불참
- 2027년 - 예선에서 제외됨

## AFC 챌린지컵 기록
| 년도 | 진출        | 점          | 승          | 무          | 패          | 득          | 실          |
| ---- | ----------- | ----------- | ----------- | ----------- | ----------- | ----------- | ----------- |
| 2006 | 비회원국    | 비회원국    | 비회원국    | 비회원국    | 비회원국    | 비회원국    | 비회원국    |
| 2008 | 비회원국    | 비회원국    | 비회원국    | 비회원국    | 비회원국    | 비회원국    | 비회원국    |
| 2010 | 비회원국    | 비회원국    | 비회원국    | 비회원국    | 비회원국    | 비회원국    | 비회원국    |
| 2012 | 참가 비대상 | 참가 비대상 | 참가 비대상 | 참가 비대상 | 참가 비대상 | 참가 비대상 | 참가 비대상 |
| 2014 | 예선 탈락   | 예선 탈락   | 예선 탈락   | 예선 탈락   | 예선 탈락   | 예선 탈락   | 예선 탈락   |
| 합계 | 0/4         | 0           | 0           | 0           | 0           | 0           | 0           |

## 수상
- 1998년 미크로네시아 경기 대회 우승

## 주요 선수
- 니컬러스 스웨임
- 조너선 존스 타카노
- 조얼 프루트
- 마이클 베리
- 젠 조이너

## 역대 감독
| 감독        | 임기 |
| ----------- | ---- |
| 간베 스가오 | 2009 |

## 같이 보기
- 북마리아나 제도 여자 축구 국가대표팀